# Auditorio Telmex
El Auditorio Telmex es un espacio para espectáculos ubicado en la zona metropolitana de Guadalajara, México. Es parte del proyecto cultural más ambicioso y trascendente de la Universidad de Guadalajara. El auditorio es el primer edificio que toma vida para impulsar el desarrollo del Centro Cultural Universitario. La "primera piedra" fue instalada el 22 de julio de 2003 y la inauguración se realizó el 1 de septiembre de 2007, con una ceremonia amenizada por Plácido Domingo.
El edificio fue diseñado por el mexicano José de Arimatea Moyao y se encuentra ubicado sobre la avenida Parres Arias. Cuenta con dos rutas principales de acceso: Periférico Norte y la avenida Laureles, ambas conectadas con fluidez vial hacia las principales arterias vehiculares de la ciudad. 
En su exterior, el Auditorio cuenta con un estacionamiento para 3500 autos y atención personalizada para orientar a los conductores al lugar disponible más cercano. También posee un estacionamiento con 90 lugares para personas con discapacidad y uno más para invitados especiales, con 200 cajones. 
La capacidad del Auditorio Telmex varía desde los 2,658 hasta los 11,500 espectadores, la capacidad mínima se genera en su codificación de Teatro, y logra un aforo máximo en configuración de Auditorio, ya que cuenta con un sistema de muros y mamparas móviles que permiten reducir o ampliar su aforo. Además tiene 27 exclusivas suites con capacidad para 20 personas cada una.
En el escenario se presentan tres plataformas mecánicas para diversos usos: escenario adelantado, foso de orquesta o platea para acceso general. Permitiendo así hasta 16 configuraciones distintas de aforo. 
La visibilidad hacia el escenario es inigualable desde cualquier punto de la sala, gozando de una cercanía única en su género, pues el espectador más lejano del escenario se encuentra a solo 64 metros de distancia. 
Entre los servicios que brinda el Auditorio Telmex se encuentran: seis estaciones de alimentos por nivel, guardarropa, enfermería, sanitarios, camerinos, oficinas para promotores, cocina, comedor, lavandería, bodega y almacén.